# 東城咲耶子
東城 咲耶子（とうじょう さやこ、7月2日 - ）は、日本の女性声優。愛知県出身。アトミックモンキー所属。ニックネームは「さやぱかちゃん」。

## 人物
趣味はアルパカ集め、サバイバルゲーム、リアル脱出ゲーム、コスプレ、ロードバイク、宝塚。特技は日本舞踊、殺陣、ドイツ史、スキー、ギター。
2017年2月4日以降は『ろんぐらいだぁす！』の出演声優（パカさん）がきっかけとなり、ロードバイクイベント・ツアーに後述の通りの参加をしている。
2017年6月17日には二次元・三次元でのコラボから現実世界でリアル活動するアイドル育成Projectとして、COSdoll（東城咲耶子、彩白雪乃、日向はる、夏雪めぐみ、水上奈央）5人でのユニット結成が発表され、「リアニメーション10 乾杯タイムプレゼンター」としてデビューした。また、翌6月18日には該当ユニットがcmajorworks所属と発表されている。

## 経歴
- 2015年（平成27年）9月 - ディーエスイーを退所。
- 2017年（平成29年）
  - 2月4日 - 「アニメ『ろんぐらいだぁす！』チーム・フォルトゥーナ完走記念上映会〜尾道ステージ〜」を広島県尾道市の尾道商業会議所記念館で開催した際に出演声優（パカさん）として参加。キャラバンライドも行っている[4]。
  - 2月25日・2月26日 - 『ろんぐらいだぁす！』関連で「名古屋サイクルトレンド」（愛知県名古屋市・ポートメッセなごや）において「2017トレンドガール」として選出・イベント参加している[5][6]。また、サイクルスポーツ・2017年3月号では表紙掲載および前述のトレンドガールも含めたCover Storyとしても目次で紹介されている[8]。
  - 3月11日 - 「『ろんぐらいだぁす！』チーム・フォルトゥーナ ZWIFTライド〜ALIENWAREステージ〜」を東京都千代田区外神田の「ALIENWARE STORE AKIBA」にて開催・出演[9][10]。
  - 5月13日 - 「グランフォンドKOMORO2017」が長野県小諸市で開催された際の前日祭でゲスト出演[1]。
  - 6月17日 - 「『ろんぐらいだぁす！』チーム・フォルトゥーナ ZWIFTライド〜ALIENWARE2ndステージ〜」を同年3月の第1回と同じ「ALIENWARE STORE AKIBA」にて開催・出演[11][12]。
  - 7月1日・7月2日 - 「Re:animation 10 -Rave In 潮風公園-」（東京都品川区東八潮 潮風公園 太陽の広場）にてユニット「COSdoll」として出演[2]。
  - 10月8日 - 小諸市によるサイクルイベント「KOMOROGAINING（コモロゲイニング）」にて開会セレモニーおよびスターターとして参加[13]。
- 2019年（平成31年・令和元年）
  - 3月3日 - BOSO BICYCLE BASEのコラボレーションとして、ガイドツアー「内房編）アニメ「ろんぐらいだぁす！」 原作者と行く！BOSO LONG RIDE」に参加[14]。
  - 5月1日 - スタイルキューブへの移籍を本人のツイッター及び事務所公式サイト[15]にて発表。
  - 6月15日 -  BOSO BICYCLE BASEのコラボレーションとして、ガイドツアー「外房編）アニメ「ろんぐらいだぁす！」 原作者と行く！BOSO LONG RIDE」に参加[14][16]。
- 2024年（令和6年）4月1日 - 同日付でアトミックモンキーへ移籍[17]。

## 出演

### テレビアニメ
太字はメインキャラクター。
2011年
- 輪るピングドラム（女子）

2012年
- ポヨポヨ観察日記
- リコーダーとランドセル シリーズ（じゅん、ジュンちゃん、小学生1、女の子、女子生徒D） - 2シリーズ

2013年
- DD北斗の拳
- スパロウズホテル（客G）

2014年
- 犬神さんと猫山さん（柊木楓）
- ストレンジ・プラス（女生徒C、カラス、つくも神、雅史） - 2シリーズ
- 旦那が何を言っているかわからない件（テレビの声）

2015年
- おじゃる丸（2015年 - 2017年、女子高生、偽おじゃる丸、亡き者、新オニ、蝶々美人保育士）
- 神様はじめました◎（竹丸、番兎、イザナミの侍女B）
- だんちがい（お兄ちゃん）

2016年
- ろんぐらいだぁす!（パカさん）
- とんかつDJアゲ太郎（木野珠美）

2017年
- 闇芝居 第5期

2019年
- 臨死!!江古田ちゃん
- 明治東亰恋伽（クラスメイト2、女、猫〈カルビ〉）
- アイカツフレンズ! 〜かがやきのジュエル〜（国民）

2020年
- マギアレコード 魔法少女まどか☆マギカ外伝（噂好きの女学生B）

2023年
- お兄ちゃんはおしまい!（八坂まい）
- 悲劇の元凶となる最強外道ラスボス女王は民の為に尽くします。（参列者）

時期未定
- 報われなかった村人A、貴族に拾われて溺愛される上に、実は持っていた伝説級の神スキルも覚醒した（ヘカテー）

### OVA
- フラグタイム（2019年）

### Webアニメ
- 花のずんだ丸（2013年）
- アサルトリリィ ふるーつ（2021年、土岐紅巴[21]）

### Web番組
- Teamくるくる！[22]（2024年4月-、パーソナリティ）

### ゲーム
- メギド72（2018年 - 2023年、ユフィール[23]）
- アサルトリリィ Last Bullet（2021年、土岐紅巴[24]）
- モンスターストライク（2025年、ドドチ[25]）

### 吹き替え
- バブル バス ベイ（2023年、トーツ）

### ラジオ
- サタマニ♪（2016年10月1日 - 、レインボータウンFM）※第1週を担当[26]
- ANIME RADIO（2017年4月2日 - 、FMぎんが、ARGチャンネル）[27]
- 豊田萌絵 with もえころがし（2023年、超!A&G+※） - 12月マンスリーアシスタント[28]

### テレビドラマ
- よってこ てんてこ め江戸かふぇ（2013年、めぇど1）

### 映像作品
- マイティ・レディ ザ・シリーズ（2014年、クレア）
- マイティ・レディ ザ・レジェンド（2016年、主演　イッシキサアヤ）

### DVD
- 栗村修と東城咲耶子がナビゲート 〜初心者必見!ロードバイクまるわかりDVD〜 （2017年、ティアンドエイチ株式会社）

### 舞台
- アサルトリリィ×私立ルドビコ女学院×人狼TLPT『人狼TLPTS「未来への十字架 II」』（2019年2月8日 - 17日、大塚・萬劇場） - 矢崎・ロジーナ・真弓 役[29]
- 朗読劇『キミに贈る朗読会 サトラレ〜the reading〜』（2021年4月10日 - 11日、MsmileBOX 渋谷[30]）
- アリスインプロジェクト「アリスインデッドリースクール邂逅[31]」（2021年9月8日 - 12日、新宿村LIVE） - 宍戸舞 役[32]
- 朗読劇『キミに贈る朗読会 STARMARIEの声と妄想の世界 Vol.4』（2022年9月10日 - 11日、MsmileBOX渋谷[33]）
- 朗読劇『キミに贈る朗読会 STARMARIEの声と妄想の世界 Vol.5』（2022年11月5日、MsmileBOX渋谷[34]）
- 朗読劇「キミに贈る朗読劇 『藍色ノスタルジー Vol.2』」（2023年6月8日 - 9日、Msmile BOX 渋谷[35]）
- 朗読劇『キミに贈る朗読会 記憶の森とルミナストレイン』（2023年10月7日 - 8日、MsmileBOX渋谷[36]）
- 朗読劇『キミに贈る朗読会 ピグミーシーホース』（2024年10月26日 - 27日、MsmileBOX渋谷）- クジャクちゃん 役[37]

## ディスコグラフィ

### キャラクターソング
| 発売日       | 商品名                                                 | 歌                         | 楽曲                                     | 備考                                       |
| ------------ | ------------------------------------------------------ | -------------------------- | ---------------------------------------- | ------------------------------------------ |
| 2021年9月8日 | Edel Lilie（Last Bullet MIX） グラン・エプレVer.       | グラン・エプレ             | 「Multicolored flowers」                 | ゲーム『アサルトリリィ Last Bullet』関連曲 |
| 2022年2月9日 | Neunt Praeludium（Last Bullet MIX） グラン・エプレVer. | グラン・エプレ             | 「蕾の中の奇跡」 「Treasure Every Day!」 | ゲーム『アサルトリリィ Last Bullet』関連曲 |
| 2022年2月9日 | Neunt Praeludium（Last Bullet MIX）Blu-ray付生産限定盤 | アサルトリリィ Last Bullet | 「蕾の中の奇跡」                         | ゲーム『アサルトリリィ Last Bullet』関連曲 |
| 2022年8月3日 | Diverse                                                | 土岐紅巴（東城咲耶子）     | 「Oh!Precious!」                         | ゲーム『アサルトリリィ Last Bullet』関連曲 |
| 2024年2月7日 | 運命のトリニティ                                       | 新生グラン・エプレ         | 「Overcast Sky」                         | ゲーム『アサルトリリィ Last Bullet』関連曲 |
| 2024年2月7日 | 運命のトリニティ                                       | グラン・エプレ             | 「Overcast Sky（グラン・エプレver.）」   | ゲーム『アサルトリリィ Last Bullet』関連曲 |